# Theonesios I de Characène
 (juin 2019).
Si vous disposez d'ouvrages ou d'articles de référence ou si vous connaissez des sites web de qualité traitant du thème abordé ici, merci de compléter l'article en donnant les références utiles à sa vérifiabilité et en les liant à la section « Notes et références ».

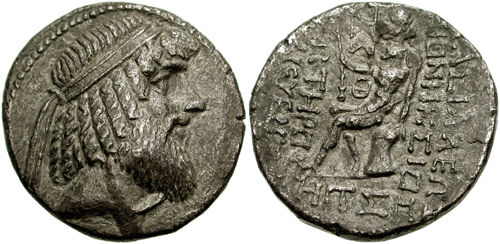
Tétradrachme figurant Théonésios I

Theonesios I était un roi de Characène qui régna de 25 ou 24 avant J.C. jusqu'à 19 ou 18 avant J.C. Il n'est connu qu'avec des tétradrachmes en argent portant son nom écrit sous plusieurs formes.